# Josef Jan Hais
Josef Jan Evangelista Hais (ur. 9 lutego 1829 w Buděticach; zm. 27 października 1892 w Chraście) – czeski duchowny rzymskokatolicki, teolog; 18. biskup ordynariusz kralovohradecki od 1875 roku; słynął z prowadzenia polityki konserwatywnej i prohabsburskiej w swojej diecezji oraz z działalności duszpasterskiej jak i charytatywnej.

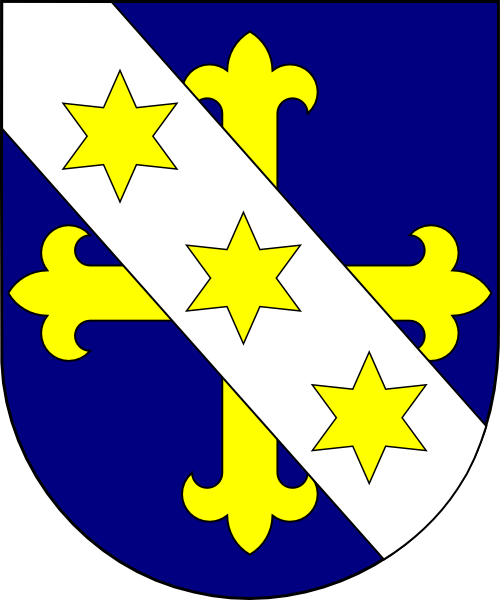
Herb bpa Haisa na początku jego rządów

## Życiorys

### Wczesne lata
Urodził się w 1829 roku we wsi Budětice u Sušice w południowo-zachodnich Czechach, niedaleko granicy z Bawarią. Po ukończeniu seminarium duchownego w Czeskich Budziejowicach, 18 stycznia 1851 roku otrzymał święcenia kapłańskie z rąk bpa Jana Valeriána Jirsíka. Następnie pełnił posługę duszpasterską w Blovicach. Na początku stycznia 1857 roku wyjechał na studia specjalistyczne do Wiednia, gdzie uzyskał stopień naukowy doktora nauk teologicznych. W październiku 1857 roku został zatrudniony jako nauczyciel akademicki w Seminarium Duchownym w Czeskich Budziejowicach. W swojej karierze naukowo-dydaktycznej został profesorem oraz piastował funkcję rektora tej uczelni. W 1873 roku otrzymał tytuł kanonika kapituły katedralnej w Czeskich Budziejowicach.
Po śmierci bpa Karola Boromeusza Hanla z Kirchtreu w 1874 roku, cesarz Austrii Franciszek Józef I mianował go nowym ordynariuszem diecezji kralovohradeckiej 27 maja 1985 roku. Po zatwierdzeniu tej nominacji przez papieża Piusa IX, 25 lipca został wyświęcony na biskupa w katedrze czeskobudziejowickiej. Ingres do katedry Ducha Świętego w Hradec Králové odbył 8 sierpnia tego samego roku.

### Biskup hradecki
Na początku swoich rządów w diecezji kralovohradeckiej rozpoczął starania o budowę specjalnej szkoły dla osób głuchoniemych, której brakowało w tej części Czech. Z powodu braków finansowych udało mu się ją założyć dopiero w 1881 roku, kiedy to nabył dwie nieruchomości położone naprzeciwko seminarium duchownego. Wyburzył stare budynki, a w ich miejsce wzniósł nowy gmach w stylu neorenesansowym, na który przeznaczył 100 tysięcy guldenów austro-węgierskich. Szkoła ta zwana Rudolfinum działała nieprzerwanie do początku XX wieku, kiedy to została przeniesiona do nowego lepiej przystosowanego dla uczniów gmachu.
Ponadto w Chraście utworzył dom opieki zapewniając na jego utrzymanie 12 tys. guldenów austro-węgierskich.
Josef Jan Hais uważał się za osobę narodowości czeskiej, stąd wiele miejsca poświęcił sprawie równego traktowania katolików posługujących się na co dzień językiem czeskim. Zarządził, aby w sprawach administracyjnych prowadzić korespondencję nie tylko w języku niemieckim jak dotychczas, ale także w języku czeskim. Nakazał też prowadzenie rekolekcji po czesku w parafiach, gdzie większość mieszkańców stanowili Czesi. Wspierał czeskich katolików w Trutnovie, chcąc ufundować im własny kościół, jako że stanowili oni mniejszość narodową na pograniczu czesko-niemieckim. Wobec ogromnego sprzeciwu miejscowej ludności pochodzenia niemieckiego nie udało mu się ziścić tego zamiaru.

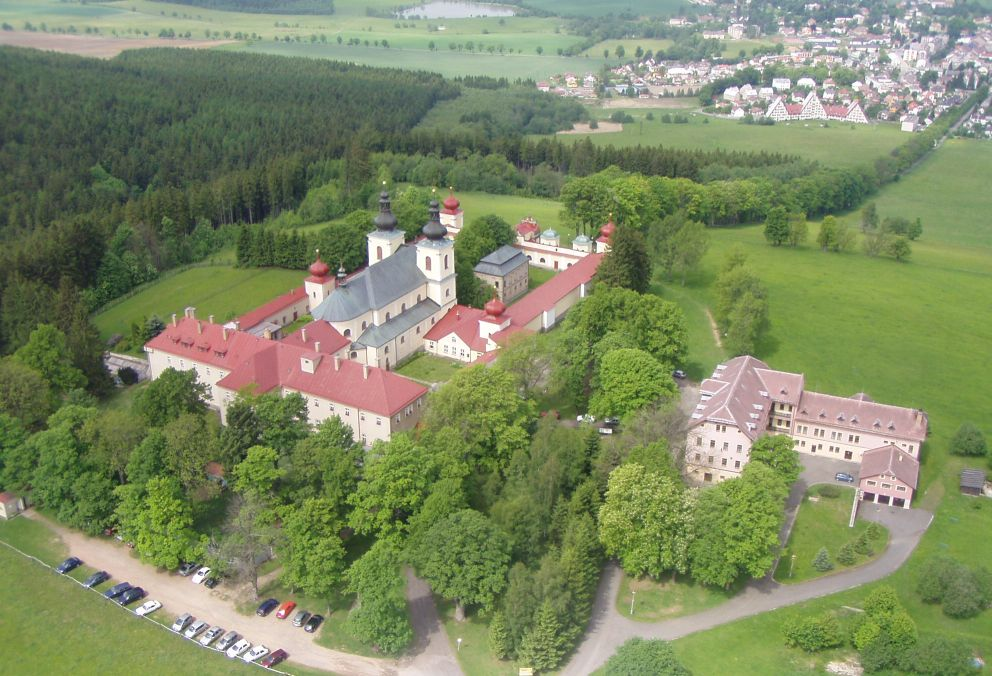
Klasztor i sanktuarium redemptorystów na Górze Matki Bożej w Kralikach, będący dziełem jego odbudowy

Wiele uwagi poświęcił rekonstrukcji odbudowie sanktuarium i klasztoru na Górze Matki Bożej w Kralikach po jego pożarze w 1846 roku. Za jego czasów wznowiony został tam coroczny ruch pielgrzymkowy. Odbudował także kościół w Podlažicach, rozbudował pałac biskupi w Hradec Králové oraz dokonał renowacji zamku w Chraście. Znany był także jako mecenas sztuki, kupując nowe dzieła sakralne i przeprowadzając renowację starych.
Podczas uroczystości poświęcenia zrekonstruowanej kaplicy zamkowej w Chraście oświadczył, że było to jego ostatnie dzieło w diecezji kralovohradeckiej, ponieważ wkrótce spodziewa się swojej śmierci. Trzy dni później, dnia 27 października 1892 roku, dostał udaru mózgu wskutek którego zmarł.